# Personalführung (Magazin)
Personalführung. Das Fachmagazin für Personalverantwortliche (Eigenschreibweise: PERSONALFÜHRUNG) ist ein deutsches Fachmagazin für das Personalmanagement. Es erscheint seit 1968 und wird durch die Deutsche Gesellschaft für Personalführung e. V. in Berlin herausgegeben.
Die Personalführung richtet sich branchenübergreifend an Personalverantwortliche in Unternehmen sowie an einen „bildungs- und karriereorientierten Personenkreis“. Jede Ausgabe besitzt einen Themenschwerpunkt. Außerdem enthalten sind Fachbeiträge, Interviews, internationale Trends sowie monatliche Rubriken zu aktueller Rechtsprechung, Arbeitsrecht und neuen Büchern.
Abonnenten erhalten mit jeder Ausgabe einen Newsletter im HTML-Format per E-Mail mit Meldungen sowie Beiträgen zu den Themen der Personalführung.